# Willem van Aumale
Willem van Aumale (circa 1101 - 20 augustus 1179), bijgenaamd de Dikke en Crassus, was van 1127 tot aan zijn dood graaf van Aumale en van 1138 tot aan zijn dood graaf van York. Hij behoorde tot het huis Blois.

## Levensloop
Willem was de oudste zoon van graaf Stefanus van Aumale uit diens huwelijk met Hawise, dochter van Ranulph de Mortimer, heer van Wigmore en Saint-Victor-en-Caux. Na de dood van zijn vader rond het jaar 1127 erfde hij het graafschap Aumale in Frankrijk en de heerlijkheid Holderness in Engeland.
In 1138 onderscheidde hij zichzelf in de Slag van de Standaard tegen de Schotten, waarna Willem als beloning door koning Stefanus van Engeland benoemd werd tot graaf van York. In februari 1141 nam hij aan de zijde van Stefanus ook deel aan de Slag bij Lincoln tegen de troepen van het huis Anjou, aangevoerd door Robert van Gloucester. Deze veldslag draaide uit op een nederlaag voor Stefanus en zijn bondgenoten. Toen koning Hendrik II van Engeland, een lid van het huis Anjou, in 1154 aan de macht kwam, liet hij Willems Scarborough Castle verbeurd verklaren, omdat het tijdens de Anarchie zonder toestemming gebouwd was.
Willem stichtte eveneens de stad Chipping Sodbury in South Gloucestershire en richtte in 1150 de Abdij van Meaux op. Na zijn dood in januari 1179 werd hij bijgezet in de Abdij van Thornton in Lincolnshire, die hijzelf in 1139 had gesticht.

## Huwelijk en nakomelingen
Willem was gehuwd met Cecily FitzDuncan, vrouwe van Skipton en dochter en erfgename van William FitzDuncan en diens echtgenote Alice van Skipton, op haar beurt een dochter van William Meschin, heer van Copeland. Door het huwelijk verwierf hij een ruim aantal landerijen. Ze hadden een dochter, die Willem zou opvolgen als gravin van Aumale en vrouwe van Holderness: Hawise (overleden in 1214), die eerst in 1180 huwde met William de Mandeville, de derde graaf van Essex, daarna rond 1190 met William de Forz en ten slotte in 1195 met Boudewijn van Bethune. De drie echtelieden droegen allemaal iure uxoris de titel van graaf van Aumale.